# 瓦喬科爾帕區 (塔亞卡哈省)
瓦喬科爾帕區（西班牙語：Distrito de Huachocolpa），是秘魯的一個區，位於該國中南部萬卡韋利卡大區的塔亞卡哈省，始建於1951年1月31日，面積292平方公里，海拔高度2,907米，2005年人口3,761，人口密度每平方公里13人。